# Pappendorf
Pappendorf ist ein Ortsteil der Gemeinde Striegistal im Landkreis Mittelsachsen im Freistaat Sachsen. Der Ort mit seinem Ortsteil Kaltofen schloss sich am 1. Januar 1994 mit drei weiteren Orten zur Gemeinde Striegistal zusammen, die wiederum am 1. Juli 2008 um die Gemeinde Tiefenbach erweitert wurde. 

## Geographische Lage

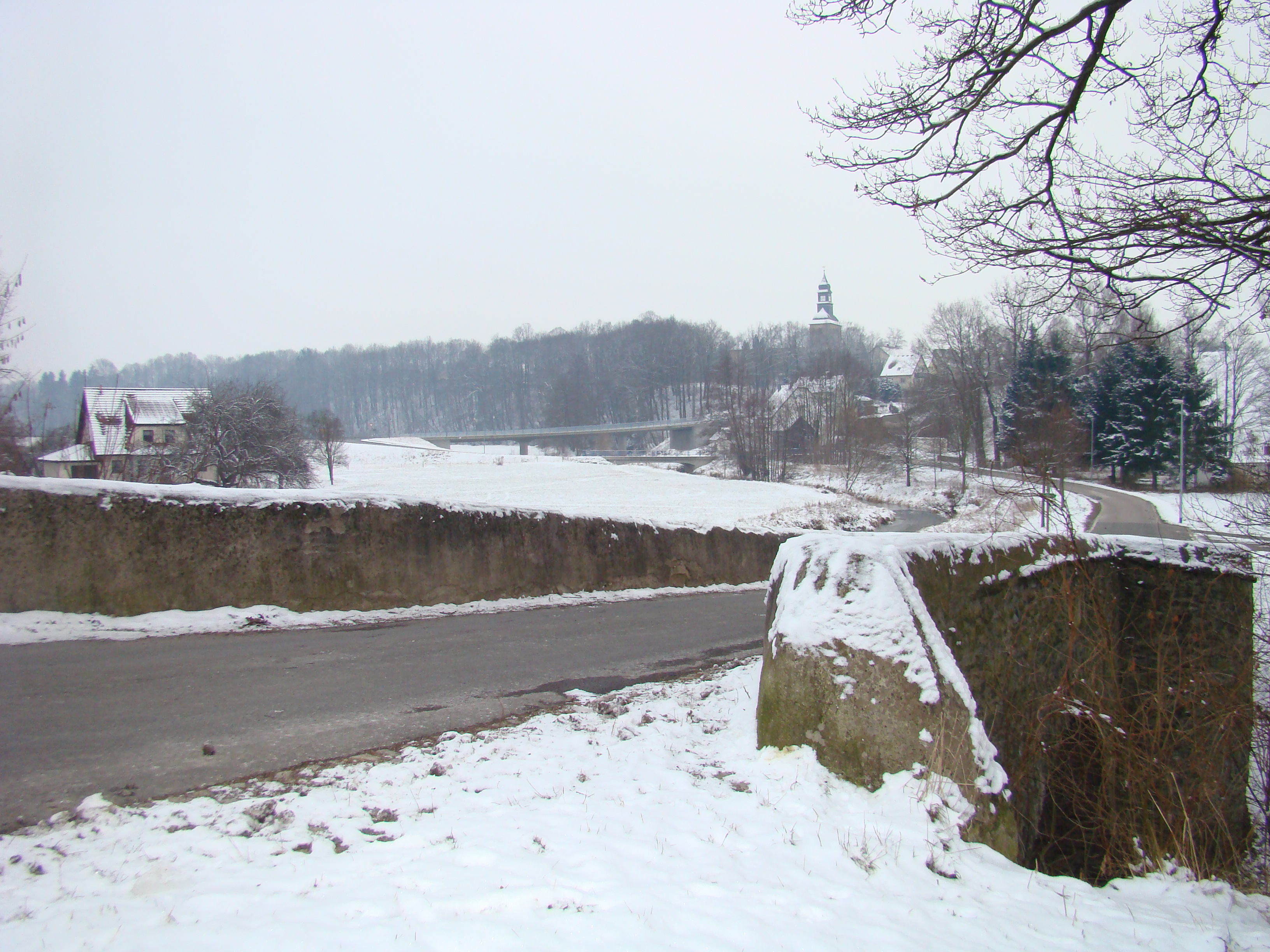
Steinbogenbrücke mit Blick auf Kirche

### Geographie und Verkehr
Pappendorf liegt im Süden der Gemeinde Striegistal im Tal der Großen Striegis. Nördlich von Pappendorf befindet sich die zum Ort gehörige Siedlung Höpperich verläuft die Bundesautobahn 4 mit der Anschlussstelle 74 „Berbersdorf“. Die Entfernung zur Landeshauptstadt Dresden beträgt ca. 40 km, nach Chemnitz sind es etwa 30 km. Leipzig erreicht man über die A 14 nach ungefähr 100 km.

### Nachbarorte
| Kaltofen  | Berbersdorf                                 |           |
| Ottendorf | Kompassrose, die auf Nachbargemeinden zeigt | Goßberg   |
|           | Cunnersdorf                                 | Mobendorf |

## Geschichte

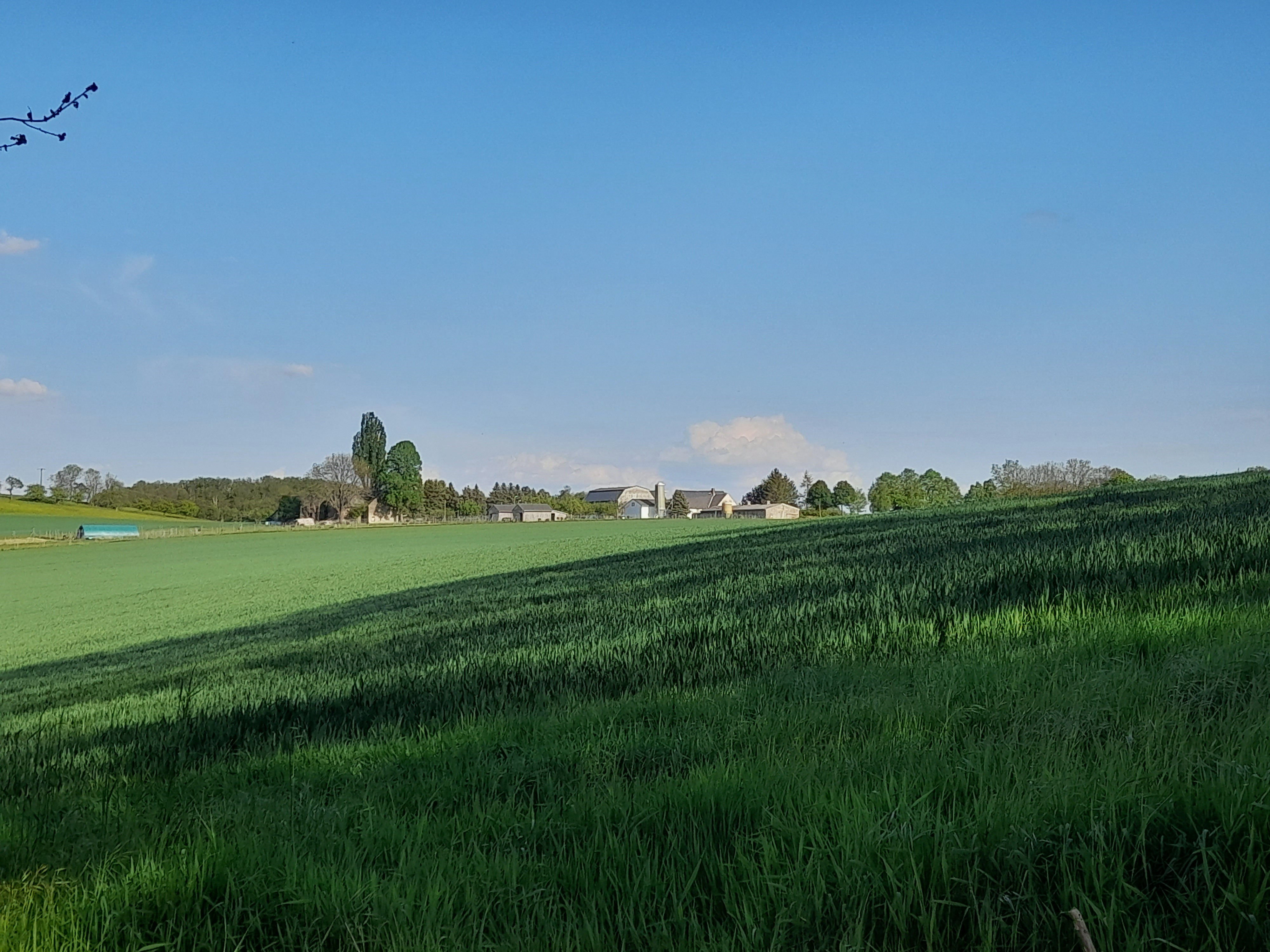
Entenschnabel Aussichtspunkt (Große Striegis), Blick zum Straußenhof Striegistal (Pappendorf)

Pappendorf wurde in der Zeit zwischen dem Machtantritt von Markgraf Otto von Wettin im Jahr 1156 und der Stiftung des Klosters Altzella im Jahr 1162 gegründet. Der Ort lag innerhalb des Stiftungsgebietes an dessen Westgrenze. Die erste indirekte urkundliche Erwähnung von Pappendorf stammt aus dem Jahr 1230. Dabei geht es um einen Prozess des Klosters Altzella gegen einen Bürger von Freiberg. Als Zeuge wird ein Dithmar villicus de Poppendorf genannt. Es ist anzunehmen, dass es sich um den Erbrichter von Pappendorf handelt.
In der Vergangenheit wurde der Begriff villicus falsch, als Verwalter eines Klosterhofes interpretiert. Neuere Erkenntnisse und. zeigen aber, dass es für Pappendorf keinen Nachweis für einen Klosterhof gibt. Nicht ausgeschlossen werden kann, dass ein Einzelgut zeitweise vom Kloster bewirtschaftet wurde. Große wirtschaftliche Bedeutung wird es nicht gehabt haben. Die Behauptung, dass aus einem Klosterhof nach der Reformation das Erblehngericht entstand entbehrt jeder Grundlage, denn bereits mehr als 100 Jahre vor der Reformation gibt es urkundliche Nachweise eines Erbrichters in Pappendorf.
Nach der Reformation und der damit einhergehenden Säkularisation des Klosters Altzella war Pappendorf Amtsdorf im kursächsischen bzw. königlich-sächsischen Amt Nossen, zu welchem es bis 1856 gehörte. Ab 1856 gehörte Pappendorf zum Gerichtsamt Hainichen und ab 1875 zur Amtshauptmannschaft Döbeln, welche 1939 in Landkreis Döbeln umbenannt wurde.
Mit der zweiten Kreisreform in der DDR 1952 wurde die Gemeinde Pappendorf dem neu gegründeten Kreis Hainichen im Bezirk Chemnitz (1953 in Bezirk Karl-Marx-Stadt umbenannt) angegliedert. Am 1. Januar 1974 erfolgte die Eingemeindung von Kaltofen nach Pappendorf. Ab 1990 gehörte die Gemeinde Pappendorf zum sächsischen Landkreis Hainichen, der 1994 im Landkreis Mittweida und 2008 im Landkreis Mittelsachsen aufging.
Am 1. Januar 1994 schloss sich die Gemeinde Pappendorf mit dem Ortsteil Kaltofen mit den Gemeinden Goßberg, Mobendorf und Berbersdorf (mit Schmalbach) zur Gemeinde Striegistal zusammen. Diese vereinigte sich wiederum am 1. Juli 2008 mit der Gemeinde Tiefenbach zur neuen Gemeinde Striegistal.

### Urkundlich belegte Schreibweisen des Ortsnamens
In Akten und Urkunden sind folgende Schreibweise des Ortsnamens Pappendorf überliefert:
- 1230 Poppendorf
- 1377 Popindorf
- 1414 Puppendorf
- 1428 Papindorff
- 1436 Poppendorff[15]
- 1447/48 Poppindorf[16]
- 1495/1555 Pappendorff
- 1791 Pappdorf

Der Ortsname geht auf die Lallform Poppo eines Personennamens zurück, die zu Bodobert, Robert und anderen Namen gehören kann. Pappendorf ist das Dorf eines Poppo. So oder ähnlich wird der Vorsteher der Siedlergemeinde geheißen haben. Wahrscheinlich war er der erste Erbrichter. Der in der Regionalliteratur vielfach genannte Zusammenhang mit dem niederdeutschen Wort pape (Pope) Pfaffe ist eher unzutreffend. Damit gehört ein Zusammenhang der Namensbildung mit dem Kloster als Grundherr in das Reich der Legende.

## Kultur

### Religion und Kirchengeschichte
Pappendorf ist Kirchort. Zur Parochie Pappendorf gehörten zunächst die Dörfer Berbersdorf, Mobendorf, Kaltofen, Goßberg, Riechberg und Ottendorf. Die hier im 12. Jahrhundert siedelnden Menschen waren wie zu dieser Epoche üblich streng gläubig, ein Leben ohne Kirche war undenkbar. Es ist anzunehmen, dass Berbersdorf, Mobendorf, Pappendorf und Riechberg gleichzeitig von einem einzigen Lokator gegründet wurden. Wie damals üblich, werden sich diese bäuerlichen Gemeinden geeinigt haben, eine Kirche etwa im Zentrum der Territorien zu errichten. Riechberg lag etwas weiter weg; es wurde nach der Reformation im Jahr 1539/40 nach Bockendorf umgepfarrt, Ottendorf ging im Jahr 1875 zur viel näher liegenden Kirchgemeinde nach Hainichen, die wahrscheinlich wenig später als die von Pappendorf entstand.

### Bildung
Als Kirchort war Pappendorf auch Schulort für die eingepfarrten Gemeinden. Es ist nicht ausgeschlossen, dass bereits vor der Reformation hier eine Schule bestand. Erste Hinweise auf die Existenz einer Schule in Pappendorf finden sich in den Kirchenbüchern des 16. Jahrhunderts.

## Persönlichkeiten

### Söhne und Töchter des Ortes
- David Schirmer (* 1623 in Pappendorf; † 1686 in Dresden), Lyriker der Barockzeit[18]
- Julius Kell (* 2. Mai 1813 in Pappendorf; † 28. Mai 1849 in Dresden), Pädagoge, Landtagsabgeordneter und Sachbuchautor.[19]

### Persönlichkeiten, die vor Ort gelebt haben
- Johann Gottfried Stecher (* 17. Juli 1718 in Ehrenberg; † 17. Dezember 1776 in Penig) war ein Tischler und Bildhauer.[20]

## Tourismus
Im Gemeindeteil gibt es eine Gaststätte und ein kleines Naturbad.
Pappendorf wird von der Großen Striegis durchflossen und ist Ausgangspunkt für mehrere Rundwanderwege im Landschaftsschutzgebiet Striegistäler. Am Beginn der gut ausgeschilderten Wege stehen Parkplätze zur Verfügung.

## Sehenswürdigkeiten

### Pfarrkirche St. Wenzel

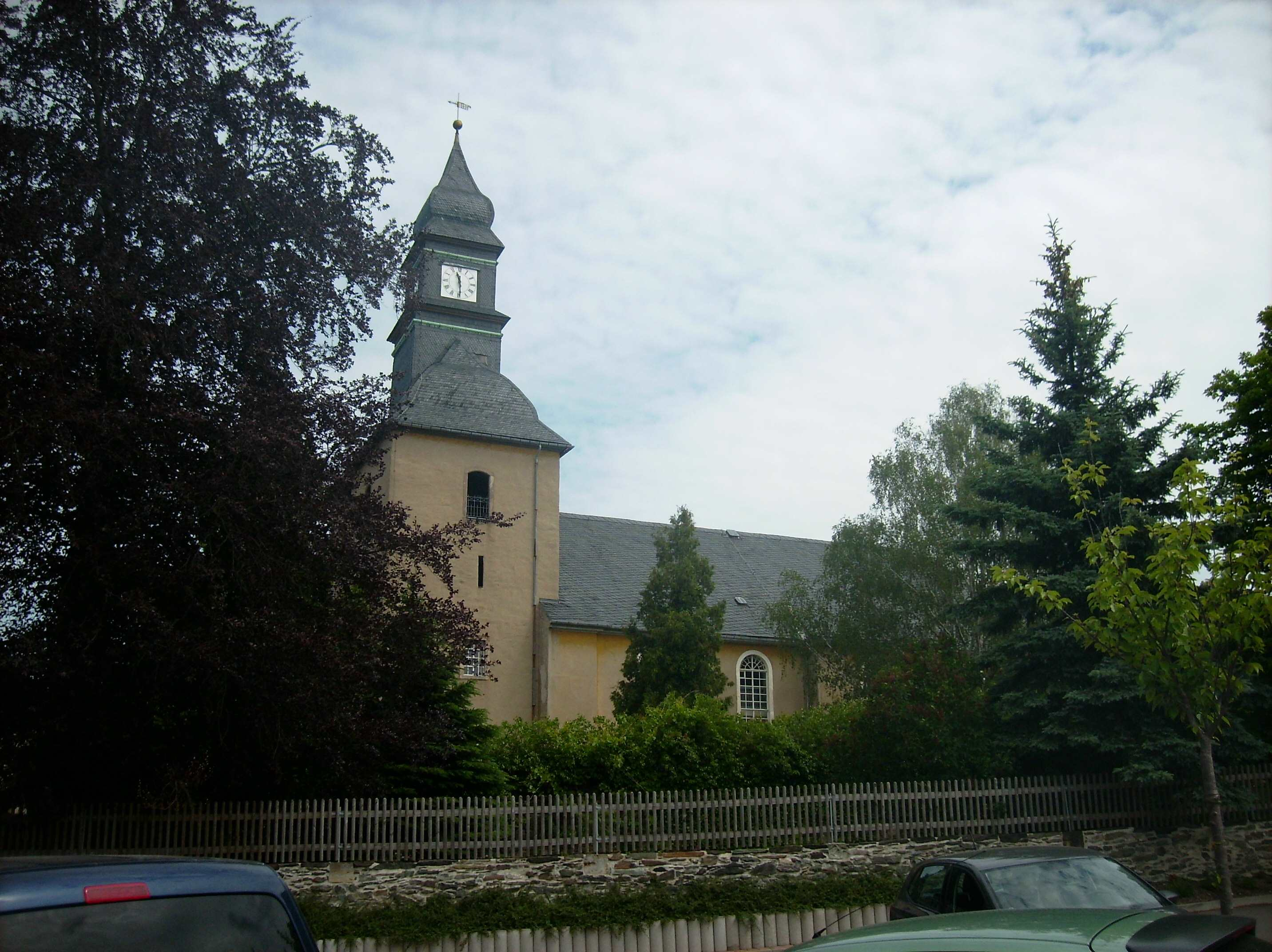
Kirche Pappendorf

1839 Neubau von Christian Friedrich Uhlig, Saalkirche im Rundbogenstil unter Einbeziehung des mittelalterlichen Quer-Westturmes. Das Walmdach des Turmes mit dem Dachreiter stammt aus dem Jahr 1772. Sehenswert sind Gemälde ehemaliger Pfarrer.

### Weitere Sehenswürdigkeiten

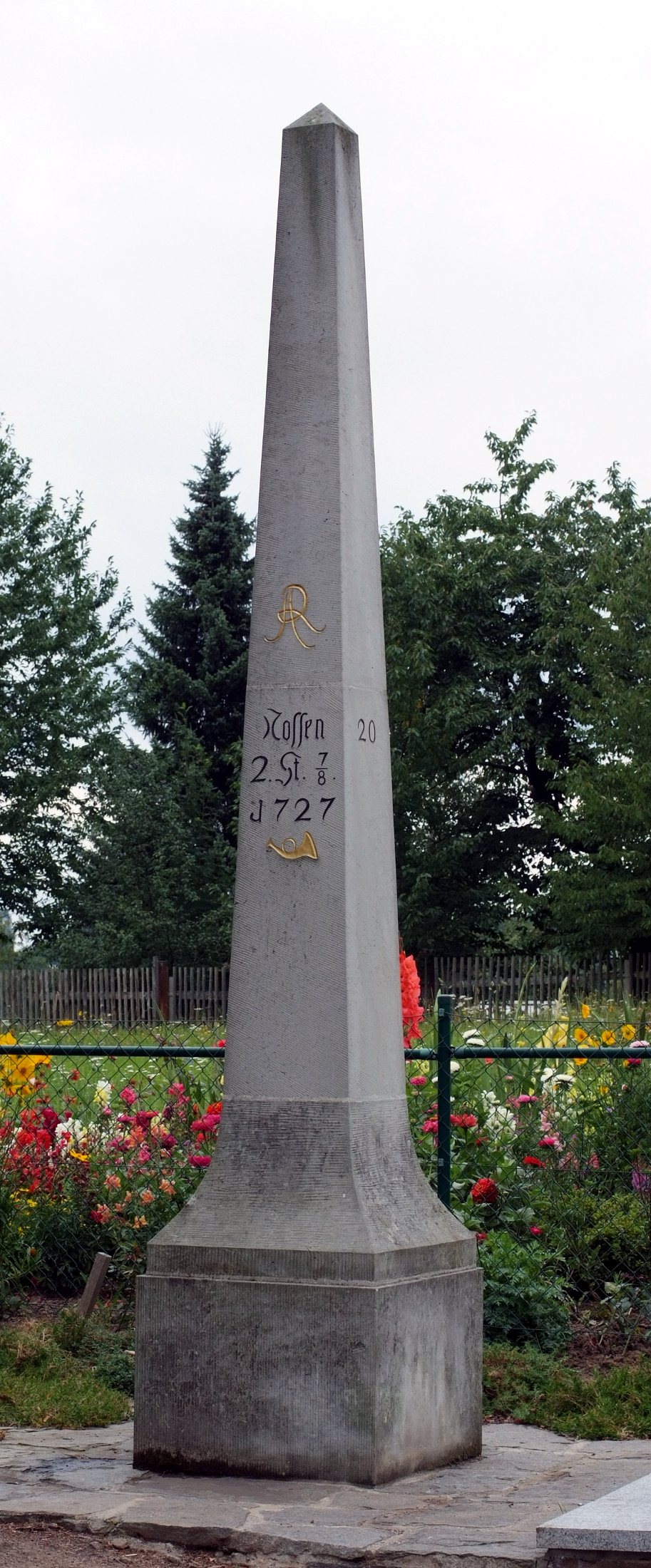
Ganzmeilensäule

- Steinbogenbrücke aus dem 17. Jahrhundert über die Große Striegis
- Eindachhof aus dem Jahr 1626
- Nachbildung der Kursächsischen Ganzmeilensäule Nr. 20 aus dem 18. Jh. (gegenüber der Kirche)

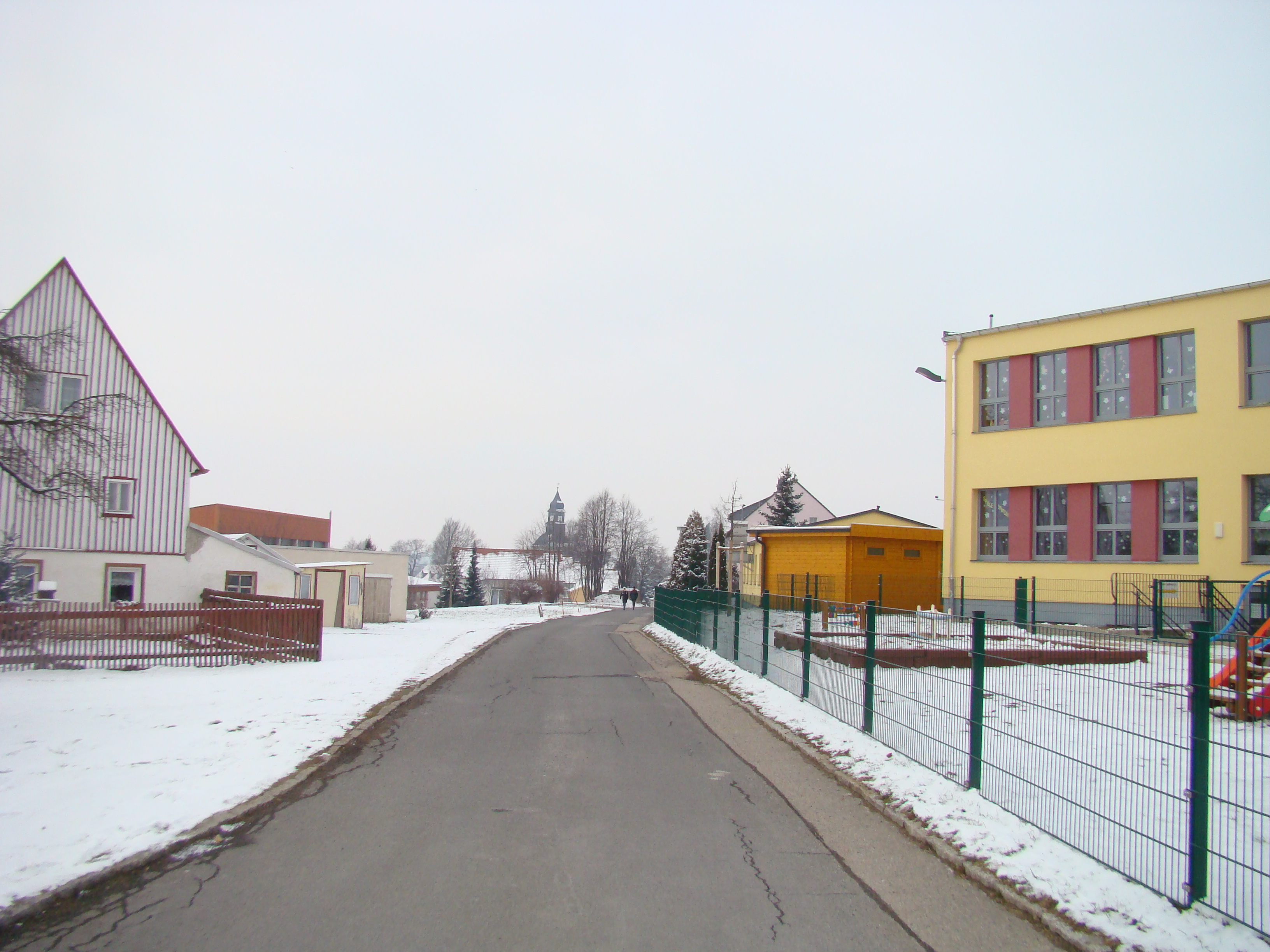
Blickachse zur Dorfkirche mit traditionellen Wohnhaus zur linken und Kindertagesstätte zur rechten